# Domnonia

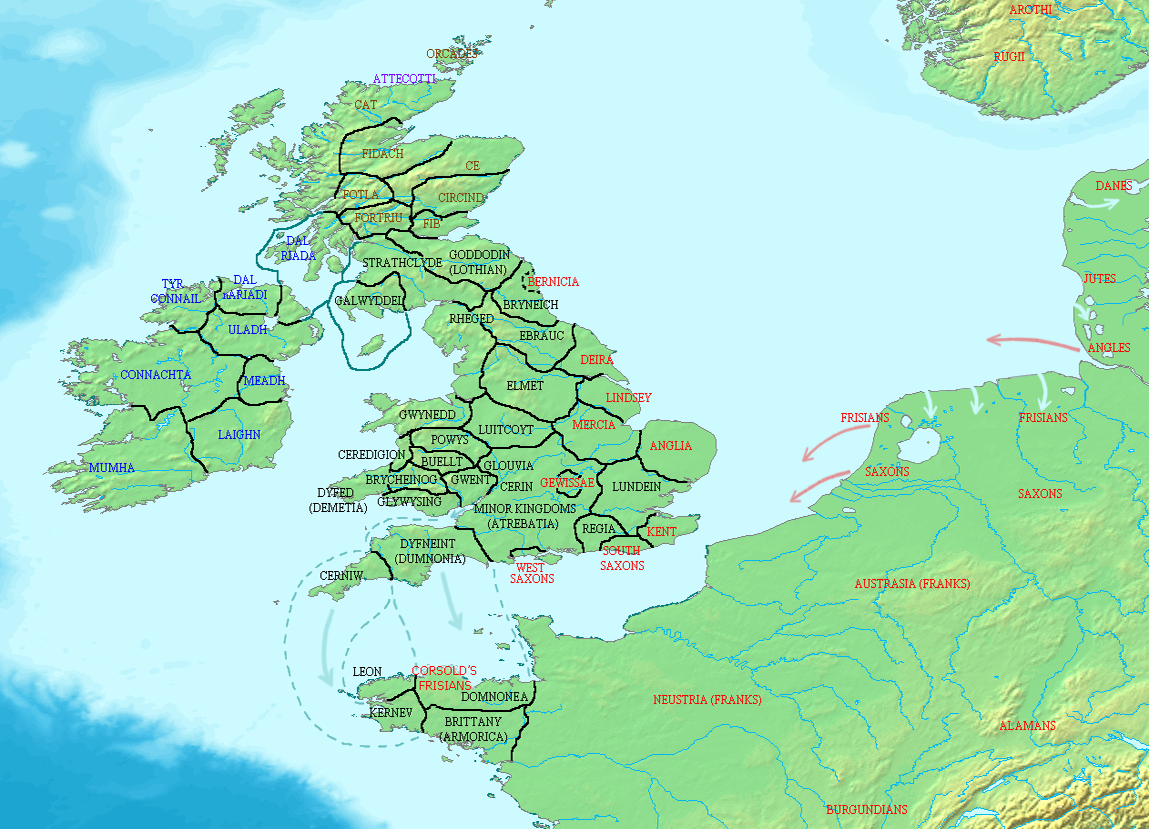
Bretaña hacia el año 500.

Domnonia (en francés: Domnonée; en latín: Domnonia o Dumnonia) fue una región histórica francesa en el territorio de Armórica (llamada entonces «pequeña Bretaña») que existió durante el siglo VI de nuestra era. Su nombre procede del de Dumnonia, actual Devon en el sudoeste de Gran Bretaña, de donde procedían los britanos que la colonizaron y le dieron su nombre.
En la misma época existió otro reino doble, a ambos lados del canal de la Mancha, el de la región vecina, Cornualles (en bretón, Kernev), cuyo nombre deriva del de Cornualles (en córnico, Kernow) en las islas británicas. Los habitantes de Domnonia y los de Cornualles son los descendientes de los habitantes autóctonos celtas de Armórica y de los colonos britanos que llegaron a la península armoricana procedentes de Dumnonia y Cornualles (Gran Bretaña) entre los siglos IV d. C. y VII d. C.
Las fuentes medievales indican que la Domnonia habría sido fundado a principios del siglo VI por Riwal (también conocido como Riwallon o Rivelen), procedente de Britania, que habría sido el primer Dux (jefe) de los bretones y que detenía un reino a ambos lados del mar. Algunas fuentes atribuyen también a Riwal la fundación de Cornualles continental. Tras 530, la Domnonia incluyó la futura diócesis de Léon. 
Judicael ap Hoel (San Judicael) gobernó Domnonia durante parte de la primera mitad del siglo VII bajo el reinado del rey merovingio Dagoberto I. Tras un período de sumisión a los reyes merovingios y carolingios, al igual que el resto de Bretaña, la Domnonia fue parte integrante del Reino de Bretaña a partir de 851, que se convertirá en Ducado de Bretaña en 938.
En un documento de 1034, el término designó una vez más el Condado de Penthièvre. El nombre desapareció poco después.